# 临潼区
临潼区是陕西省西安市的一个市辖区，是西安市最东边的区，位于渭河平原中部，距離西安市中心26公里。东接渭南市，南接西安市蓝田县，西接西安市灞桥区、西安市高陵县、咸阳市三原县，北接西安市阎良区。区内名胜古迹众多，著名的秦始皇兵马俑、华清池即在此。临潼区距市中心20余公里，区域总面积为915平方公里。总人口约70.5万人，区人民政府駐驪山街道。

## 沿革
临潼在先秦时称为栎阳，是秦國遷都咸陽前的首都。后改称临潼县，曾归渭南地区，后划归西安市，1998年撤县设区。

## 人口
西安市第七次全国人口普查主要数据公报显示：临潼区常住人口为675961人，男性人口占比50.97%，女性人口占比49.03%，年龄结构中0-14岁占比15.22%，15-59岁占比63.7%，60岁以上占比21.08%，65岁以上占比14.66%。

## 行政区划
临潼区下辖23个街道办事处：
骊山街道、秦陵街道、新丰街道、代王街道、斜口街道、行者街道、零口街道、相桥街道、雨金街道、新市街道、徐杨街道、西泉街道、栎阳街道、马额街道、何寨街道、交口街道、油槐街道、北田街道、铁炉街道、任留街道、穆寨街道、小金街道和仁宗街道。

## 交通
- 310国道过境。
- 陇海铁路、徐兰高速铁路过境。
- 西安地铁9号线连接临潼秦陵西站及西安市区东部的纺织城站[6]。

## 名胜古迹
- 秦始皇兵马俑：世界第八大奇迹
- 骊山：著名的风景疗养区
- 华清池：温泉风景区
- 鸿门宴：遗址
- 姜寨遗址：新石器时代以仰韶文化为主的遗址
- 兵谏亭：西安事变蒋介石藏身处
- 秦始皇陵：秦王嬴政陵园
- 人宗庙：传说女娲补天处
- 扁鹊墓：扁鹊纪念馆
- 穆柯寨：宋穆桂英军队营地遗址
- 坑儒谷：秦始皇坑杀儒生处
- 蔺相如墓：战国七雄之一赵国上卿蔺相如之墓[來源請求]

## 经济
2010年，全区生产总值完成150.61亿元。地方财政一般预算收入4.59亿元；旅游业占很大比重，全年累计接待游客790.32万人次，其中海外游客63.24万人次；旅游直接收入5.16亿元，盛产石榴。陕鼓、标缝、银桥、邦淇、伊利、泰普克等企业效益良好。

## 教育
区内有华清中学、临潼中学等多所高中，并有西安科技大学（临潼校区）、西安工程大学（临潼校区）、北京大学光华管理学院西安分院和西安美术学院（临潼校区）四所大学。

## 军事
临潼是西安重要的防御高地，历史上一直是重要的屯兵地，原中国人民解放军陆军第四十七集团军2017年裁撤前驻扎在此。

## 特产
临潼火晶柿子、临潼石榴：中国地理标志产品。